# Pielgrzymka (województwo podkarpackie)

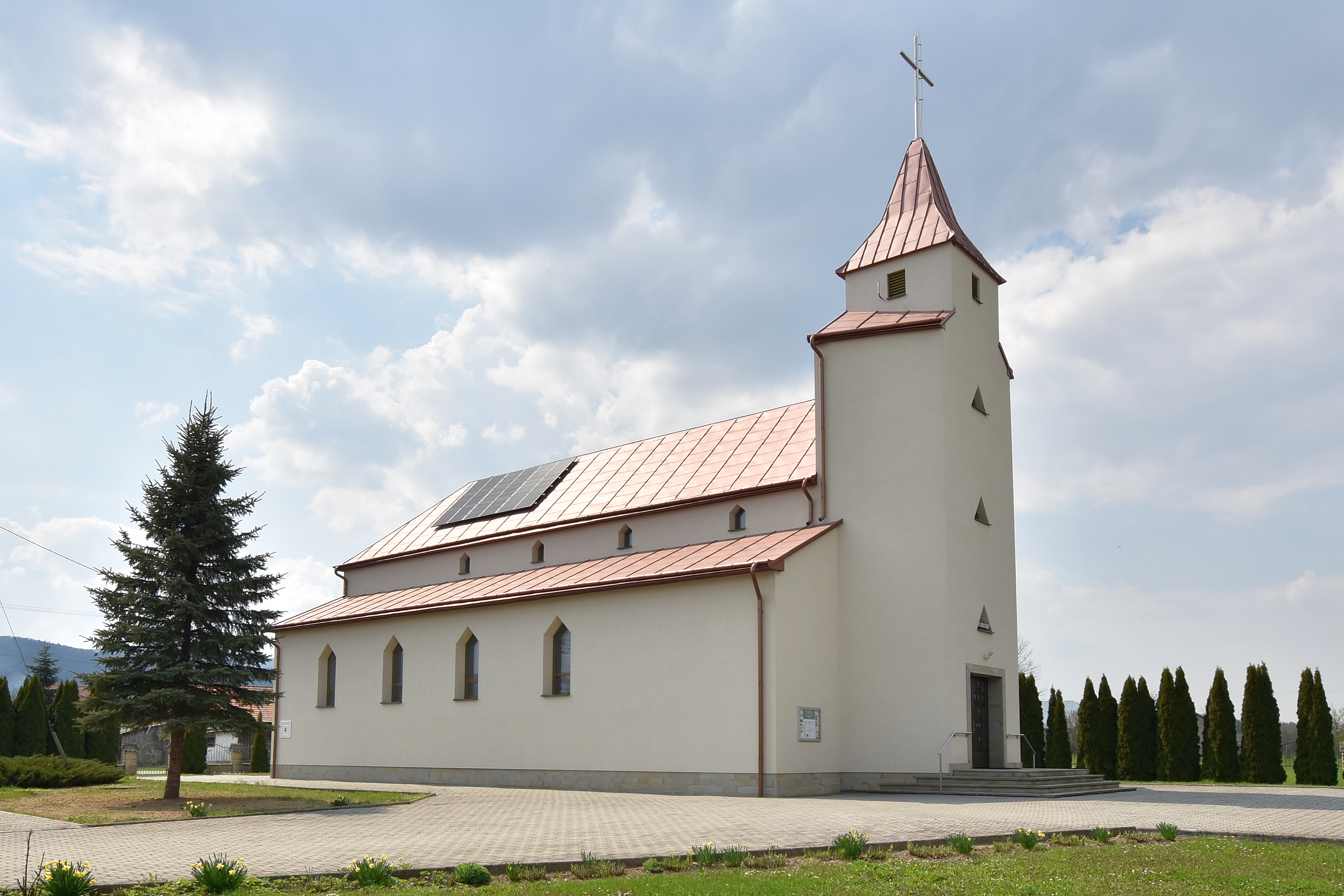
Kościół filialny

Pielgrzymka (j. łemkowski Перегримка) – wieś w Polsce, w województwie podkarpackim, w powiecie jasielskim, w gminie Osiek Jasielski.
| SIMC    | Nazwa       | Rodzaj     |
| ------- | ----------- | ---------- |
| 0358664 | Kłopotnica  | przysiółek |
| 0358670 | Stacharówka | część wsi  |

## Położenie geograficzne
Pielgrzymka leży na południowo-zachodnim skraju Pogórza Jasielskiego, u północnych podnóży Beskidu Niskiego (ramiona Świerzowej z Górą Zamkową, Smyczką i Czerszlą), nad potokiem zwanym Pachniączką (dopływ Kłopotnicy).
W 1595 roku wieś położona w powiecie bieckim województwa krakowskiego była własnością starosty krasnostawskiego Jana Mniszcha. W latach 1975–1998 miejscowość należała do województwa krośnieńskiego.

## Zabytki
We wsi znajduje się dawna cerkiew greckokatolicka, obecnie prawosławna pod wezwaniem św. Michała Archanioła, wzniesiona w końcu XVIII wieku. Została zbudowana w latach 1870–1872 (z tego okresu obecny ikonostas). Świątynia w Pielgrzymce należy do typowych budowli sakralnych wznoszonych na zachodniej Łemkowszczyźnie. Jest siedzibą miejscowej parafii.